# Manszija Zabda
Manszija Zabda (hebr. מנשייה זבדה; arab. منشية الزبدة; ang. Manshiyyet Zabda, lub także Manshiya Zabda) – wieś arabska położona w Samorządzie Regionu Emek Jizre’el, w Dystrykcie Północnym, w Izraelu.

## Położenie
Manszija Zabda jest położona na wysokości od 90 do 130 metrów n.p.m. na północno-zachodnim skraju intensywnie użytkowanej rolniczo Doliny Jezreel w Dolnej Galilei, na północy Izraela. Leży ona na południowym skraju zalesionej pagórkowatej kalenicy Giwat Chacir (195 m n.p.m.), która biegnie w kierunku północnym. Okoliczny teren łagodnie opada w kierunku południowym. Na wschód od wsi przepływa strumień Szimron, a na zachodzie strumień Nahalal. W jej otoczeniu znajdują się miasteczka Ramat Jiszaj i Zarzir, moszawy Bet Sze’arim, Allone Abba, Bet Lechem ha-Gelilit i Nahalal, oraz wieś komunalna Timrat.
Manszija Zabda jest położona w Samorządzie Regionu Emek Jizre’el, w Poddystrykcie Jezreel, w Dystrykcie Północnym Izraela.

## Historia
W wyniku I wojny światowej w 1918 roku cała Palestyna przeszła pod panowanie Brytyjczyków, którzy w 1922 roku formalnie utworzyli na tym obszarze Mandat Palestyny. W wyniku wzrostu liczebności mieszkańców we wsi Ilut, część z nich zaczęła szukać nowego miejsca zamieszkania. W ten sposób, w 1945 roku kilka rodzin arabskich założyło nową wieś Chirbet Zabda (hebr. חירבת זבדה). W poszukiwaniu skutecznego rozwiązania narastającego konfliktu izraelsko-arabskiego w dniu 29 listopada 1947 roku została przyjęta Rezolucja Zgromadzenia Ogólnego ONZ nr 181. Zakładała ona między innymi, że wieś Chirbet Zabda miała znaleźć się w granicach nowo utworzonego państwa żydowskiego. Arabowie odrzucili tę rezolucję i dzień później doprowadzili do wybuchu wojny domowej w Mandacie Palestyny. Na samym jej początku siły Arabskiej Armii Wyzwoleńczej zajęły pobliskie wioski i sparaliżowały żydowską komunikację w regionie. Z tego powodu podczas I wojny izraelsko-arabskiej siły żydowskie przejęły kontrolę nad całą Galileą. W odróżnieniu od wielu wysiedlonych i zniszczonych arabskich wiosek, Chirbet Zabda została zachowana. Po wojnie zamieszkali tutaj członkowie pół-koczowniczej grupy beduińskiej, którzy zostali zmuszeni do opuszczenia swoich dotychczasowych pastwisk w rejonie obecnego miasta Jokne’am. W 1948 roku zmieniono nazwę wioski Chirbet Zabda na obecną Manszija Zabda. Została ona oficjalnie uznana przez władze izraelskie dopiero w 1979 roku. Dzięki temu stworzono plan zagospodarowania przestrzennego, podłączoną ją do krajowego systemu wodociągowego, zelektryfikowano, oraz wybudowano szkołę i inne obiekty użyteczności publicznej.

## Demografia
Wieś zamieszkana przez Arabów i Beduinów:

## Gospodarka i infrastruktura
Gospodarka wsi opiera się na rolnictwie. Część mieszkańców dojeżdża do pracy w okolicznych strefach przemysłowych. We wsi jest przychodnia zdrowia, sklep wielobranżowy oraz stacja benzynowa.

## Transport
Ze wsi wyjeżdża się na południe na drogę nr 75, którą jadąc na zachód dojeżdża się do miasteczka Ramat Jiszaj i moszawu Bet Sze’arim, lub jadąc na wschód dojeżdża się do skrzyżowania z drogą nr 73 i drogą nr 7626 przy moszawie Nahalal i wiosce Timrat.

## Edukacja i kultura
We wsi jest arabska szkoła podstawowa al-Roaa. Wieś posiada własny meczet.